# Bezirk Moudon
Der Bezirk Moudon (französisch District de Moudon) war bis zum 31. August 2006 eine Verwaltungseinheit im Kanton Waadt in der Schweiz. Hauptort war Moudon. Der Bezirk war in die drei Kreise (französisch cercles) Saint-Cierges, Moudon und Lucens aufgeteilt. 
Der Bezirk bestand aus 32 Gemeinden, war 119,60 km² gross und zählte 12'532 Einwohner (Ende 2006).
| Name der Gemeinde     | Einwohner (31. Dez. 2006) | Fläche in km² | Einw. pro km² | Kreis (Cercle) |
| --------------------- | ------------------------- | ------------- | ------------- | -------------- |
| Brenles               | 173                       | 3,85          | 45            | Lucens         |
| Chesalles-sur-Moudon  | 154                       | 1,65          | 93            | Lucens         |
| Cremin                | 56                        | 1,63          | 34            | Lucens         |
| Curtilles             | 288                       | 4,96          | 58            | Lucens         |
| Denezy                | 133                       | 3,79          | 35            | Lucens         |
| Dompierre (VD)        | 252                       | 3,21          | 79            | Lucens         |
| Forel-sur-Lucens      | 162                       | 2,84          | 57            | Lucens         |
| Lovatens              | 149                       | 3,47          | 43            | Lucens         |
| Lucens                | 2'168                     | 6,27          | 346           | Lucens         |
| Neyruz-sur-Moudon     | 129                       | 3,52          | 37            | Lucens         |
| Oulens-sur-Lucens     | 48                        | 1,59          | 30            | Lucens         |
| Prévonloup            | 136                       | 1,84          | 74            | Lucens         |
| Sarzens               | 65                        | 1,45          | 45            | Lucens         |
| Villars-le-Comte      | 145                       | 4,20          | 35            | Lucens         |
| Bussy-sur-Moudon      | 180                       | 3,12          | 58            | Moudon         |
| Chavannes-sur-Moudon  | 208                       | 5,15          | 40            | Moudon         |
| Hermenches            | 319                       | 4,77          | 67            | Moudon         |
| Moudon                | 4'333                     | 15,65         | 277           | Moudon         |
| Rossenges             | 54                        | 1,08          | 50            | Moudon         |
| Syens                 | 134                       | 2,52          | 53            | Moudon         |
| Vucherens             | 513                       | 3,28          | 156           | Moudon         |
| Boulens               | 258                       | 3,42          | 75            | Saint-Cierges  |
| Chapelle-sur-Moudon   | 382                       | 4,63          | 83            | Saint-Cierges  |
| Correvon              | 98                        | 2,24          | 44            | Saint-Cierges  |
| Martherenges          | 65                        | 0,83          | 78            | Saint-Cierges  |
| Montaubion-Chardonney | 73                        | 2,09          | 35            | Saint-Cierges  |
| Ogens                 | 254                       | 3,40          | 75            | Saint-Cierges  |
| Peyres-Possens        | 152                       | 1,91          | 80            | Saint-Cierges  |
| Saint-Cierges         | 443                       | 6,44          | 69            | Saint-Cierges  |
| Sottens               | 217                       | 4,53          | 48            | Saint-Cierges  |
| Thierrens             | 606                       | 8,72          | 69            | Saint-Cierges  |
| Villars-Mendraz       | 185                       | 1,55          | 119           | Saint-Cierges  |
| Bezirk Moudon (32)    | 12'532                    | 119,60        | 105           | (3)            |

## Veränderungen im Gemeindebestand

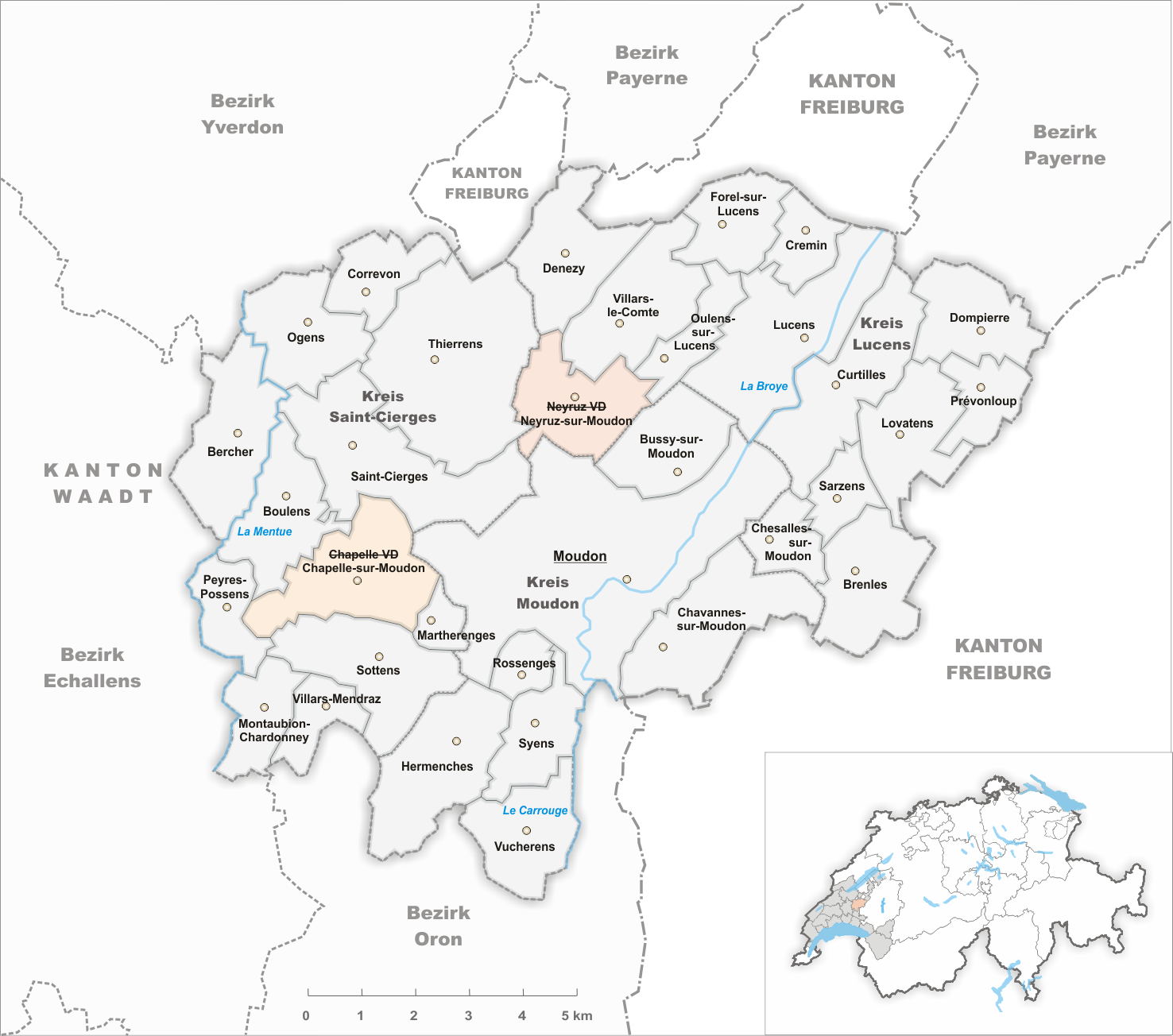
Gemeinden bis 1952
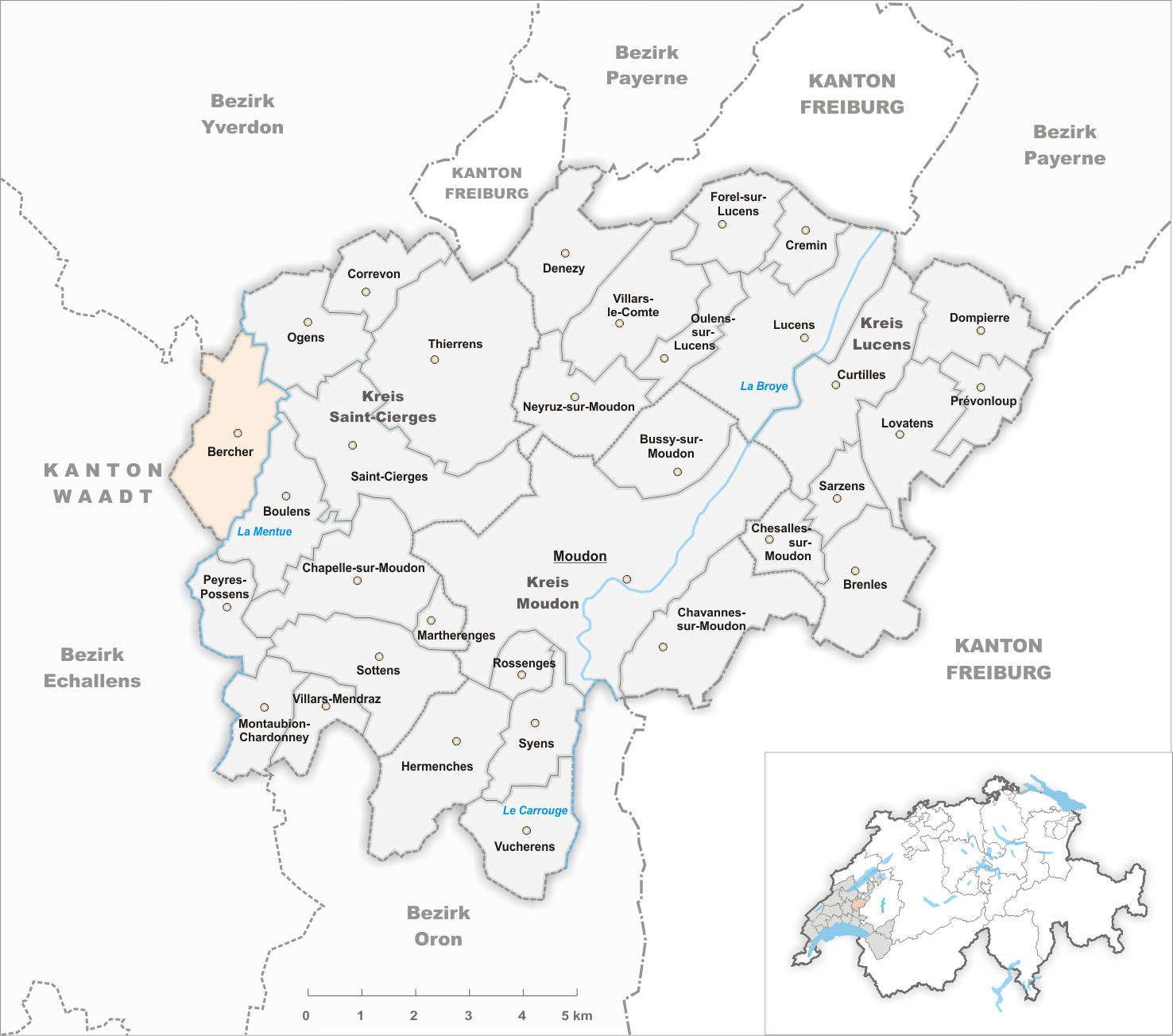
Gemeinden bis 1959
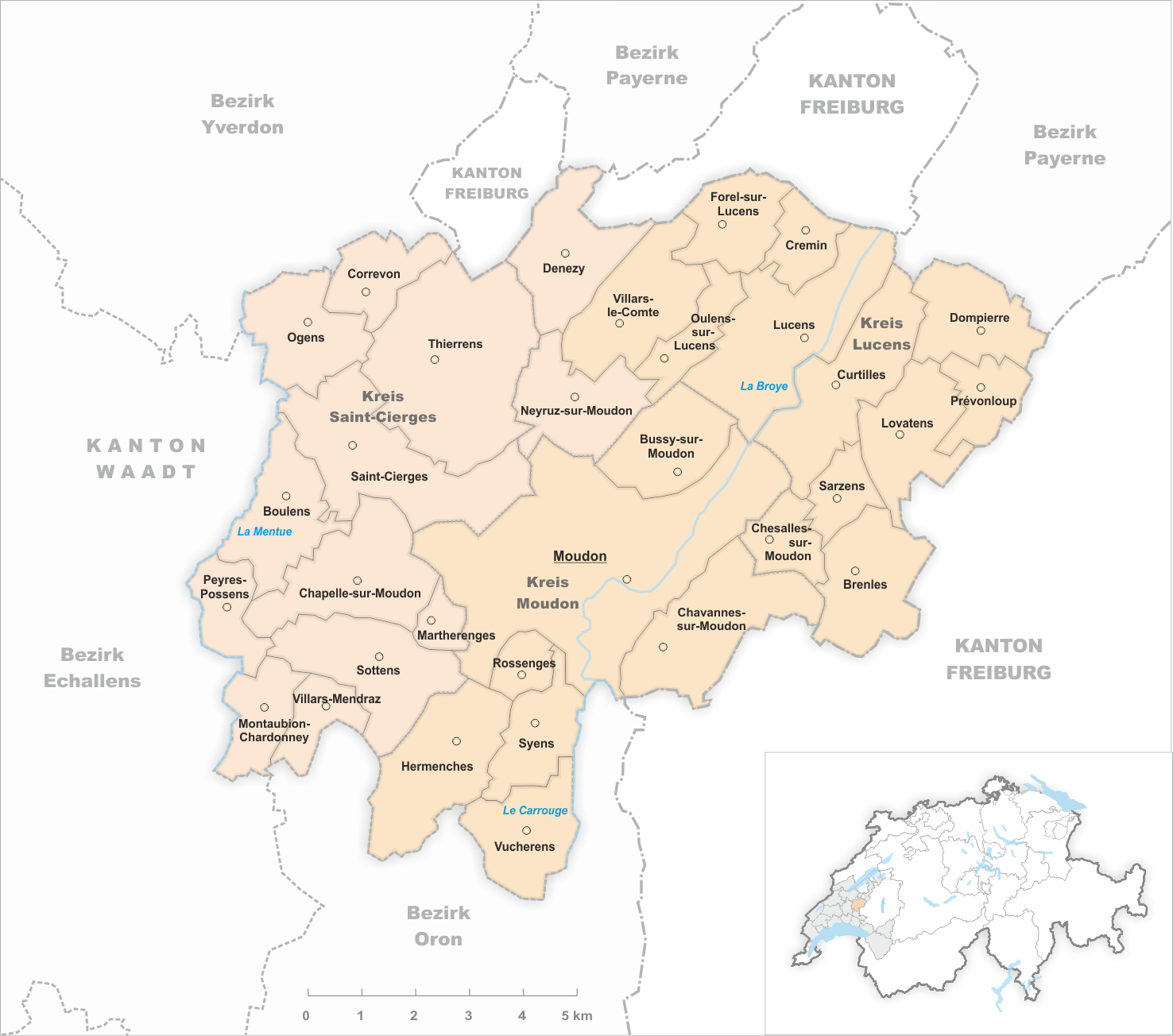
Gemeinden bis 2006

- 1. Januar 1953: Namensänderung von Chapelle VD → Chapelle-sur-Moudon
- 1. Januar 1953: Namensänderung von Neyruz VD → Neyruz-sur-Moudon
- 1. Januar 1960: Bezirkswechsel der Gemeinde Bercher vom Bezirk Moudon → Bezirk Echallens
- 1. September 2006: Bezirkswechsel der Gemeinden Brenles, Bussy-sur-Moudon, Chavannes-sur-Moudon, Chesalles-sur-Moudon, Cremin, Curtilles, Dompierre, Forel-sur-Lucens, Hermenches, Lovatens, Lucens, Moudon, Oulens-sur-Lucens, Prévonloup, Rossenges, Sarzens, Syens, Villars-le-Comte und Vucherens vom Bezirk Moudon → Bezirk Broye-Vully
- 1. September 2006: Bezirkswechsel der restlichen Gemeinden des Bezirks Moudon → Bezirk Gros-de-Vaud